# Magdalena Sadlon
Magdalena Sadlon (* 2. August 1956 in Zlaté Moravce, Tschechoslowakei) ist Schauspielerin und Schriftstellerin.

## Leben
1968 emigrierte ihre Familie nach Österreich. Magdalena Sadlon studierte dort Slawistik an der Universität Wien und absolvierte am Brucknerkonservatorium in Linz eine Ausbildung zur Schauspielerin.
Ab 1981 arbeitete sie in Linz für das Kellertheater, am Musischen Zentrum, und für freie Theatergruppen. An der Filmakademie Wien wirkte sie an Experimentalfilmen mit. Außerdem arbeitete sie als Übersetzerin aus dem Slowakischen.
Seit 1984 arbeitet sie als Schriftstellerin in Niederösterreich, Wien und der Slowakei. Sie schrieb mehrere Romane sowie weitere Veröffentlichungen in Anthologien und Zeitschriften.
2007 wurde Sadlon mit dem Adelbert-von-Chamisso-Preis ausgezeichnet.

## Werke
- Man sucht ein Leben lang. Graz, Gangan 1988.
- Entweder Olga. Graz, Gangan 1993.
- Die wunderbaren Wege. Wien, Zsolnay 1999.
- Die wunderbaren Wege München, dtv 2003
- Solange es schön ist. Wien, Zsolnay 2006.

## Sekundärliteratur
- Robert Bosch Stiftung (Hrsg.): Viele Kulturen eine Sprache. Adelbert-von-Chamisso-Preisträgerinnen und Preisträger 1985-2007. Stuttgart 2007